# Playa de Quintana
La Playa de Quintana está en el concejo de Valdés , en el occidente del Principado de Asturias (España) y pertenece a la localidad de Quintana. Forma parte de la Costa Occidental de Asturias y se enmarca dentro del conocido como Paisaje Protegido de la Costa occidental de Asturias.

## Descripción
Su forma es lineal y de gran longitud pues tiene unos 900-920 m y una anchura media de 30 m. El entorno es prácticamente virgen y una peligrosidad alta por sus grandes acantilados. El lecho está formado por cantos rodados con afloramientos rocosos y los accesos peatonales, menores de unos 500 m son fáciles y a pesar de ello es muy poco visitada. Sus dos sectores, oriental y occidental, llamados «Plumineiru» y «Aguaderíu» respectivamente, dan sus nombres a esas partes de la larga playa.
Para localizar esta playa hay que ver previamente la situación de los pueblos más próximos que son: San Cristóbal, Villademoros y Quintana desde cuyo centro, sin desviarse de la carretera general se toma cualquier carretera que se dirija al norte hasta llegar a un camino que se divide en dos a los 500 m, debiéndose tomar el ramal derecho que por otro camino, aún más estrecho llega a un pequeño aparcamiento. Hay una desembocadura fluvial que desaparece durante las pleamares. La playa no tiene ningún servicio y la única actividad recomendada es la pesca deportiva a caña. Hay que extremar la precaución si se penetra en el agua por poco que sea pues las grandes corrientes y su continua variación de dirección representa un serio peligro para el bañista. El dos de agosto de 2007 apareció una ballena varada de unos 14-15 m de longitud.